# Манкечур
Манкечу́р (рос. Манкечур) — село у складі Александрово-Заводського району Забайкальського краю, Росія. Адміністративний центр Манкечурського сільського поселення.

## Населення
Населення — 481 особа (2010; 559 у 2002).
Національний склад (станом на 2002 рік):
- росіяни — 95 %